# Lawtell
Lawtell – jednostka osadnicza w Stanach Zjednoczonych, w stanie Luizjana, w parafii St. Landry.